# کامیل مایخشاک
کامیل مایخشاک (انگلیسی: Kamil Majchrzak؛ زادهٔ ۱۳ ژانویهٔ ۱۹۹۶) تنیس‌باز اهل لهستان است.
وی در مسابقات کشوری و بین‌المللی در مجموع برندهٔ ۲ مدال طلا، ۱ مدال برنز شده‌است.